# Gavin King
 (mars 2023).
La mise en forme du texte ne suit pas les recommandations de Wikipédia : il faut le « wikifier ».
Les points d'amélioration suivants sont les cas les plus fréquents :
- Les titres sont pré-formatés par le logiciel. Ils ne sont ni en capitales, ni en gras.
- Le texte ne doit pas être écrit en capitales (les noms de famille non plus), ni en gras, ni en italique, ni en « petit »…
- Le gras n'est utilisé que pour surligner le titre de l'article dans l'introduction, une seule fois.
- L'italique est rarement utilisé : mots en langue étrangère, titres d'œuvres, noms de bateaux, etc.
- Les citations ne sont pas en italique mais en corps de texte normal. Elles sont entourées par des guillemets français : « et ».
- Les listes à puces sont à éviter, des paragraphes rédigés étant largement préférés. Les tableaux sont à réserver à la présentation de données structurées (résultats, etc.).
- Les appels de note de bas de page (petits chiffres en exposant, introduits par l'outil «  Source ») sont à placer entre la fin de phrase et le point final[comme ça].
- Les liens internes (vers d'autres articles de Wikipédia) sont à choisir avec parcimonie. Créez des liens vers des articles approfondissant le sujet. Les termes génériques sans rapport avec le sujet sont à éviter, ainsi que les répétitions de liens vers un même terme.
- Les liens externes sont à placer uniquement dans une section « Liens externes », à la fin de l'article. Ces liens sont à choisir avec parcimonie suivant les règles définies. Si un lien sert de source à l'article, son insertion dans le texte est à faire par les notes de bas de page.
- La présentation des références doit suivre les conventions bibliographiques. Il est recommandé d'utiliser les modèles {{Ouvrage}}, {{Chapitre}}, {{Article}}, {{Lien web}} et/ou {{Bibliographie}}. Le mode d'édition visuel peut mettre en forme automatiquement les références.
- Insérer une infobox (cadre d'informations à droite) n'est pas obligatoire pour parachever la mise en page.

Pour une aide détaillée, merci de consulter Aide:Wikification.
Si vous pensez que ces points ont été résolus, vous pouvez retirer ce bandeau et améliorer la mise en forme d'un autre article.
Gavin King (né en 1979) est un développeur de logiciels australien considéré comme l'un des plus influents et respectés dans le monde Java. Il est le créateur d'Hibernate, une solution de persistance objet/relationnelle populaire pour Java qui a remporté deux prix Jolt, ainsi que du langage Ceylon et du Framework Seam. En plus de son travail sur ces technologies, il a également contribué à de nombreuses autres technologies open-source et a été impliqué dans plusieurs spécifications Java Community Process, notamment la spécification JSR-299 pour l'injection de dépendances, la spécification JSR-330 pour les annotations de dépendances et la spécification CDI. Depuis 2019, Gavin King travaille chez IBM en tant que Senior Distinguished Engineer, où il continue de travailler sur le développement de technologies innovantes pour la communauté des développeurs de logiciels.

## Biographie
Gavin King a obtenu son Bachelor of Sciences, Mathematics de l'Université Monash en 1998, où il a développé un intérêt pour la programmation informatique. Après ses études, Gavin King a travaillé en tant que senior consultant chez Cirrus Technologies d’avril 2000 à juin 2002. Il a ensuite travaillé comme senior developer chez Expert IS.
En 2001, Gavin King a fondé le projet Hibernate en tant qu'indépendant. Hibernate était un framework open-source pour la persistance des données en Java qui est rapidement devenu populaire dans la communauté Java. 
En 2003, Gavin King est devenu Fellow chez JBoss, une entreprise spécialisée dans les logiciels open-source. Il a siégé au conseil d'administration technique de JBoss et a continué à travailler sur le développement de Hibernate.
De 2006 à 2009, Gavin King a été nommé JSR-299 Specification Lead chez Java Community Process, où il a dirigé le groupe d'experts et a livré la spécification des contextes et l'injection de dépendance pour Java en tant que toute nouvelle composante de Java Enterprise Edition 6.
C'est aussi en 2006 que, Gavin King a rejoint Red Hat en tant que Senior Distinguished Engineer. Chez Red Hat, il a continué à travailler sur Hibernate et a également travaillé sur d'autres projets open-source, notamment le langage de programmation Ceylon. Il a contribué à la conception de la spécification JSR-299 pour l'injection de dépendances et a également été impliqué dans le développement de la spécification JSR-330 pour les annotations de dépendances.
Depuis 2019, Gavin King est Senior Distinguished Engineer chez IBM, où il est actuellement conseiller sur la conception des API pour Hibernate et Quarkus, ainsi que sur l'apprentissage des technologies quantiques.

## Distinctions

### Prix et récompenses
- 2004 : Prix Jolt Awards ■ Hibernate 2.1 (Hibernate—open source)[1]
- 2005 : Java Champion et a été nommé Star Spec Lead par Java Communty Process[2]
- 2005 : Prix Readers' Choice Awards ■ Hibernate in Action[3]

## Publications
- (en) Java Persistence with Hibernate, Second Edition , Christian Bauer, Gavin King, and Gary Gregory, October 2015, 608 pages  (ISBN 9781617290459)[4]

- (en) Hibernate in Action, Christian Bauer and Gavin King, August 2004, 400 pages  (ISBN 9781932394153)[3]